# Kodi Kannur, Kolar
Kodi Kannur là một làng thuộc tehsil Kolar, huyện Kolar, bang Karnataka, Ấn Độ.